# Бристол 101
Бристол 101 (енгл. Bristol 101) је ловачки авион направљен у Уједињеном Краљевству. Авион је први пут полетео 1927. године. 

Маса празног авиона је износила 953 килограма а нормална полетна маса 1606 килограма.

## Наоружање
| Наоружање авиона: Бристол 101  |                      |
| Ватрено (стрељачко) наоружање  |                      |
| Топ                            |                      |
| Митраљез                       |                      |
| Број и ознака митраљеза        | 2 х Викерс, 1 х Луис |
| Калибар                        | 7,7                  |
| Бомбардерско наоружање (бомбе) |                      |
| Ракетно наоружање (ракете)     |                      |

## Земље које су користиле авион
- Велика Британија